# Уэллс, Роберт (музыкант)
Роберт Уэллс (англ. Robert Henry Arthur Wells, род. 7 апреля 1962, Стокгольм) — шведский пианист и композитор. Хорошо известен в странах Скандинавии по музыкальным сборникам «Rhapsody in Rock».

## Ранняя жизнь и карьера
Роберт родился 7 апреля 1962 года в Стокгольме. Поступил в «Adolf Fredrik’s Music School». Четыре года спустя (когда юному музыканту было 11 лет) Роберт Уэллс становится студентом Шведской королевской музыкальной академии (став одним из самых молодых учеников за всю её историю).
В декабре 1990 года впервые выступил в России (в Ленинграде и Москве) с небольшим туром Rhapsody in Rock.
Впоследствии Роберт становится ведущим двух телевизионных шоу «Så ska det låta» и «Allsång på Skansen», посвящённых классической музыке, неоднократно участвует в конкурсе «Melodifestivalen». Одно из произведений Уэллса становится музыкальной темой Олимпиады 2008 в Пекине.
В 2010 вместе с белорусской группой 3+2 участвовал на Евровидении 2010 в Осло, и занял в финале предпоследнее (24-е) место.
В январе 2015 года принял участие в юбилейном концерте Дмитрия Маликова в Crocus City Hall.

## Дискография

### Альбомы
- Robert Wells (1987)
- The Way I Feel (1988)
- Rhapsody in Rock I (1989)
- Rhapsody in Rock II (1990)
- Dubbelpianisterna — Hör och Häpna (1991)
- Rhapsody in Rock III (1993)
- Robert Wells (Finland Special Edition) (1994)
- Norman and Wells (ft. Charlie Norman) (1996)
- Rhapsody in Rock Complete (1998)
- Rhapsody in Rock — World Wide Wells (2000)
- Jingle Wells (2000)
- Rhapsody In Rock — Completely Live (2001)
- Väljer sina klassiska favoriter (2002)
- Rhapsody In Rock The Complete Collection (2003)
- Rhapsody In Rock — The Anniversary (2004)
- Full House Boogie (2005)
- The Best of Rhapsody 1998—2008 (2008)

### Синглы
- Upp på berget (1986)
- Robert Trio (1995)
- Spanish Rhapsody (1997)
- ROCKARIA (2000)
- My Love (ft. Sofia Källgren) (2003)
- Handful of Keys (2009)

### DVD
- Rhapsody In Rock — The Stadium Tour 2002 (2002)
- Rhapsody In Rock — The Anniversary Tour (2004)
- Rhapsody In Rock — The 2005 Summer Tour (2005)

## Прочие работы

### Книги
- Mitt Liv Som Komphund (2003)
- Rhapsody In Rock — Piano — Vol. 1 (2005)